# Guvernoratul Ramallah ṣi al-Bireh
Guvernoratul Ramallah și al-Bireh (Arabă: محافظة رام الله والبيرة‎) este unul dintre guvernoratele Autorității Palestiniene, aflat în centrul Cisiordaniei. Acesta acoperă o mare parte din regiunea palestiniană, învecinându-se cu guvernoratul Ierusalim la nord. Capitala și cel mai mare oraș al districtului este al-Bireh.
Conform Biroului Central de Statistică Palestinian (BCSP), districtul avea o populație de 279,730 locuitori în anul 2007. Guvernatorul său este Said Abu Ali.

## Localități

### Orașe
- Ramallah : 27,460 locuitori
- Beitunia : 19,761 locuitori
- al-Bireh : 38,202 locuitori

### Municipalități
- Bani Zeid
- Bani Zeid al-Sharqiya
- Beit Liqya
- Bir Zeit
- Deir Dibwan
- Deir Jarir
- al-Ittihad
- Kharbatha al-Misbah
- al-Mazra'a ash-Sharqiya
- Ni'lin
- Silwad
- Sinjil
- Turmus Ayya
- al-Zaitounah

### Consilii sătești
Următoarele sate au o populație de peste 1,000 locuitori.
| - Abud - Abu Qash - Abwein - Ajjul - 'Atara - Beitin - Bil'in - Beit Rima - Beit Sira - Beit Ur al-Fauqa - Beit Ur al-Tahta - Budrus - Burqa - Deir Ibzi - Deir Abu Mash'al - Deir Qaddis - Deir as-Sudan - Dura al-Qar - Ein 'Arik - Ein Qiniya - Ein Yabrud | - al-Janiya - Jifna - Kafr Ein - Kafr Malik - Kafr Nima - Khirbet Abu Falah - Kobar - al-Lubban al-Gharbi - Mazra'a ash-Sharqiya - al-Midya - al-Mughayyir - Qarawat Bani Zeid - Qibya - Rammun - Rantis - Ras Karkar - Saffa - Shuqba - Surda - Taybeh |

### Tabere de refugiu
- Am'ari
- Deir Ammar
- Jalazone